# NGC 7428
NGC 7428 ist eine Balken-Spiralgalaxie vom Hubble-Typ SBa im Sternbild Fische auf der Ekliptik. Sie ist schätzungsweise 144 Millionen Lichtjahre von der Milchstraße entfernt.
Das Objekt wurde am 27. Juli 1864 von Albert Marth entdeckt.